# 陸上自衛隊中央調査隊
陸上自衛隊中央調査隊（りくじょうじえいたいちゅうおうちょうさたい）は、市ヶ谷駐屯地に所在していた防衛庁長官直轄部隊である。

## 沿革
- 1952年（昭和27年）11月23日：陸上自衛隊調査隊が越中島駐屯地に編成。
- 1960年（昭和35年）
  - 1月14日：陸上自衛隊中央調査隊に改編。
  - 1月16日：市ヶ谷駐屯地に移駐。
- 2003年（平成15年）3月27日：部隊廃止。

## 主要幹部
| 代 | 氏名                   | 在職期間                                                    | 前職                             | 後職                                                  |
| -- | ---------------------- | ----------------------------------------------------------- | -------------------------------- | ----------------------------------------------------- |
| 01 | 礒山春夫 （1等保安正） | 1952年11月08日 - 1954年10月14日                             |                                  | 1954年10月16日 →防衛庁事務官任命、 00陸上幕僚監部所属 |
| 02 | 羽切正平               | 1954年10月15日 - 1957年08月11日                             |                                  | 陸上幕僚監部警務課長                                  |
| 末 | 江川広也               | 1957年08月12日 - 1960年01月13日 ※1957年08月16日 1等陸佐昇任 | 第3管区総監部第2部長 （2等陸佐） | 陸上自衛隊中央調査隊長                                |

| 代 | 氏名       | 在職期間                                                   | 前職                                   | 後職                                                   |
| -- | ---------- | ---------------------------------------------------------- | -------------------------------------- | ------------------------------------------------------ |
| 01 | 江川広也   | 1960年01月14日 - 1960年07月31日                            | 陸上自衛隊調査隊長                     | 陸上自衛隊業務学校副校長 兼 陸上自衛隊業務学校企画室長 |
| 02 | 池田新太郎 | 1960年08月01日 - 1962年07月31日                            | 東部方面総監部第2部長                  | 陸上幕僚監部付                                         |
| 03 | 菅正夫     | 1962年08月01日 - 1964年03月15日                            | 陸上幕僚監部第1部人事班長              | 陸上幕僚監部第1部副部長                                |
| 04 | 北島善行   | 1964年03月16日 - 1965年07月15日                            | 第13普通科連隊長 兼 松本駐とん地司令   | 陸上幕僚監部付 →1966年1月1日 退職（陸将補昇任)         |
| 05 | 鈴木義雄   | 1965年07月16日 - 1967年03月15日                            | 第29普通科連隊長 兼 倶知安駐とん地司令 | 陸上幕僚監部付 →1967年6月29日 停年退官                 |
| 06 | 山内重安   | 1967年03月16日 - 1970年03月15日                            | 西部方面総監部第2部長                  | 陸上自衛隊幹部学校勤務                                 |
| 07 | 小林秀樹   | 1970年03月16日 - 1971年03月15日                            | 陸上自衛隊中央調査隊副隊長             | 陸上幕僚監部付 →1971年7月1日 退職                      |
| 08 | 岡田秀雄   | 1971年03月16日 - 1973年07月15日                            | 中部方面調査隊長                       | 陸上幕僚監部第2部勤務                                  |
| 09 | 齋藤稔     | 1973年07月16日 - 1975年03月16日 ※1974年01月01日 陸将補昇任 | 自衛隊岐阜地方連絡部長                 | 退職                                                   |
| 10 | 持田眞一   | 1975年03月16日 - 1976年08月01日                            | 東部方面総監部第2部長                  | 陸上自衛隊施設学校勤務                                 |
| 11 | 寄村武敏   | 1976年08月02日 - 1979年01月09日 ※1978年03月16日 陸将補昇任 | 防衛研修所所員                         | 陸上幕僚監部付 →1979年4月1日 退職                      |
| 12 | 山田尚志   | 1979年01月10日 - 1981年07月31日 ※1979年07月01日 陸将補昇任 | 陸上自衛隊中央資料隊長                 | 陸上幕僚監部付 →1982年1月1日 退職                      |
| 13 | 中島昭夫   | 1981年08月01日 - 1983年03月15日                            | 東部方面調査隊長                       | 自衛隊群馬地方連絡部長                                 |
| 14 | 外丸武     | 1983年03月16日 - 1985年08月07日                            | 陸上自衛隊調査学校研究部長             | 東部方面総監部勤務                                     |
| 15 | 國枝金正   | 1985年08月08日 - 1987年03月31日                            | 陸上自衛隊中央調査隊勤務               | 第1教育団長                                            |
| 16 | 三宮啓典   | 1987年04月01日 - 1988年07月31日                            | 陸上自衛隊富士学校普通科部副部長       | 東部方面総監部勤務                                     |
| 17 | 浅野武士   | 1988年08月01日 - 1991年04月01日                            | 守山駐屯地業務隊長                     | 退職（陸将補昇任）                                     |
| 18 | 山下健     | 1991年04月01日 - 1993年04月01日                            | 陸上自衛隊幹部学校主任教官             | 退職（陸将補昇任）                                     |
| 19 | 中野亮一   | 1993年04月01日 - 1995年08月01日                            | 第2混成団副団長                        | 退職（陸将補昇任）                                     |
| 20 | 長谷川忠   | 1995年08月01日 - 1999年08月01日                            | 陸上自衛隊調査学校情報教育部長         | 退職（陸将補昇任）                                     |
| 21 | 村田拓生   | 1999年08月01日 - 2001年12月01日                            | 陸上自衛隊中央資料隊長                 | 退職（陸将補昇任）                                     |
| 末 | 古川照久   | 2001年12月01日 - 2003年03月26日                            | 陸上自衛隊幹部学校主任教官             | 陸上自衛隊情報保全隊副隊長                             |

※改編による称号変更時に、新たに任命辞令が発令（官報掲載・昭和35年1月18日（本紙第9918号））されているため、代数は別個とした。 